# Unaysaurus tolentinoi
Unaysaurus tolentinoi es la única especie conocida del género extinto Unaysaurus  (tup. “lagarto de Agua Negra”) de dinosaurios sauropodomorfo unaysáurido, que vivió a finales del período Triásico, hace aproximadamente entre 225 millones de años, durante el Carniense , en lo que es hoy Sudamérica.

## Descripción
Unaysaurus, es un prosaurópodo bípedo, emparentado con el Plateosaurus alemán. A diferencia de este, era de menor tamaño, alcanzando solo los 2,50 metros de largo, 0,80 de alto y un peso cercano a los 70 kilogramos. Además se diferencia, aún de los prosaurópodos encontrados en Argentina, por sus particulares características craneanas.

## Descubrimiento e investigación

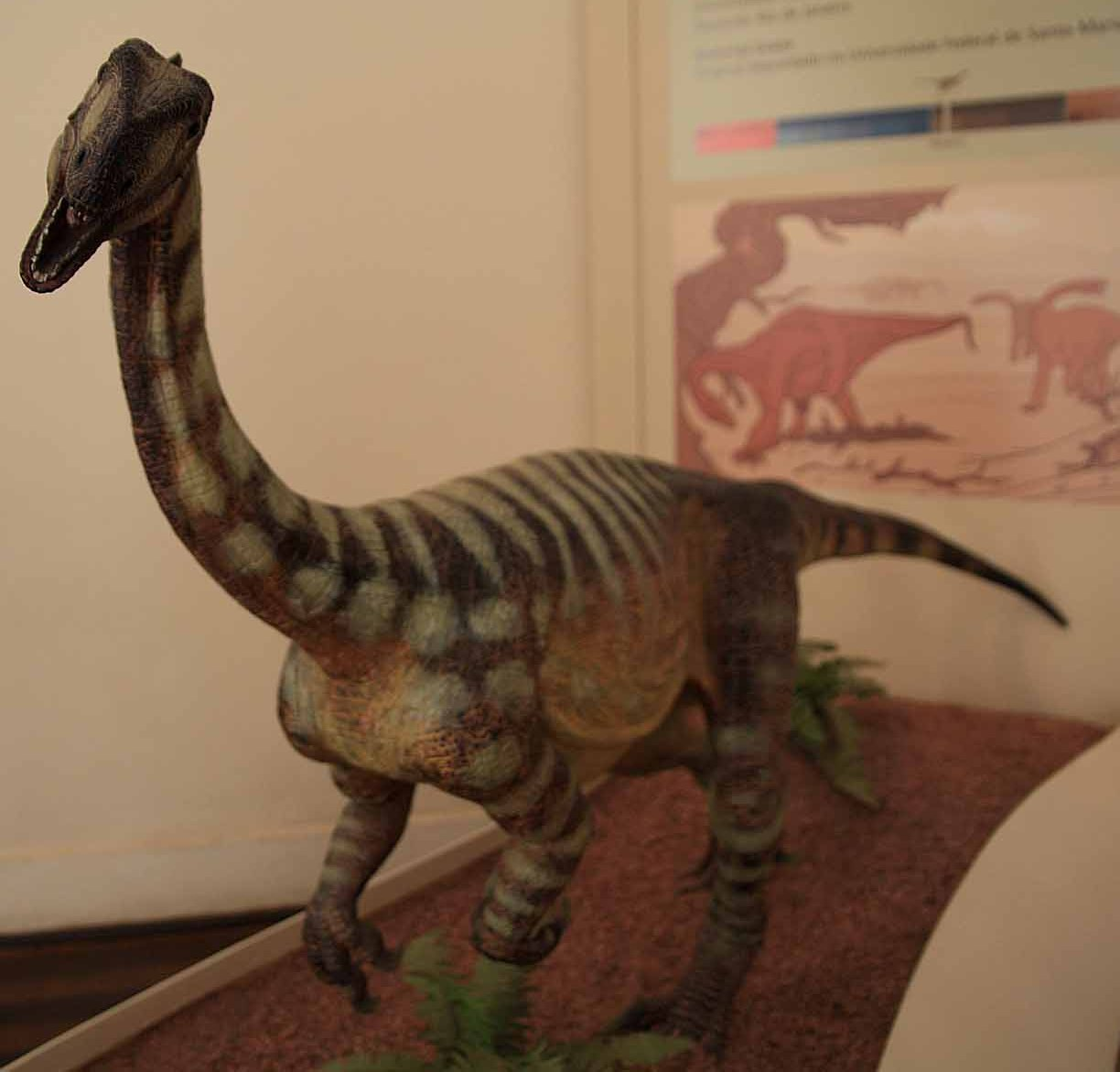
Reconstrucción de Unaysaurus en la Universidad Federal de Río de Janeiro.

Los restos fósiles de Unaysaurus, un esqueleto casi completo articulado, fueron hallados en las proximidades de la ciudad Santa Maria, en el Estado de Rio Grande do Sul, en la Formación Caturrita, en el geoparque Paleorrota. Con este descubrimiento y la del parentesco con los dinosaurios de Europa, se refuerza la hipótesis de que hace millones de años los distintos continentes formaban uno solo llamado Pangea, permitiendo a los animales moverse por todos lados. En el periodo en que vivió el Unaysaurus, Brasil se halaba unida al noroeste de África. Fue hallado en la misma formación que el sauropodomorfo primitivo Saturnalia y también en Sudamérica se ha hallado el Eoraptor, considerado hoy el primer dinosaurio, lo que sugiere que el origen de estos haya sido en este lugar. Unaysaurio es el primer prosaurópodo encontrado en Brasil, compartiendo lugar con el Staurikosaurus y el también probablemente prosaurópodo Teyuwasu. Se recogieron en el Sitio Paleontológico de Água Negra.

### Etimología
El nombre del género proviene de la  lengua Tupí, hablada por los nativos del lugar, “Unay” que significa agua negra, como llamaron los conquistadores portugueses a la región y “saurus” del Griego que significa lagarto. La especie, “tolentinoi” fue colocado en honor a Tolentino Marafiga quien descubriera los restos en 1998.

## Clasificación
Unaysaurus es un prosáuropodo considerado en un principio como un miembro de Plateosauridae, emparentado con los prosaurópodos alemanes de hace 210 millones de años, lo que demuestra la capacidad que tenían las especies en esa época para desplazarse por toda la tierra. Sin embargo, en 2018, se descubrió que Unaysaurus pertenecía al clado recién erigido Unaysauridae, junto con Macrocollum y Jaklapallisaurus, el primero de los cuales era de Brasil.

## Paleoecología
Unaysaurus vivió hace 225 millones de años, en la edad de Carniense del período Triásico tardío. Se encontró en el sur de Brasil, que en ese momento estaba conectado con el noroeste de África. El mundo entero se unió en el gran supercontinente de Pangea, que comenzaba a dividirse en Laurasia en el norte y Gondwana en el sur. Una datación U-Pb, desintegración del uranio, encontró que la Formación Caturrita databa de hace unos 225,42 millones de años, lo que la sitúa menos de 10 millones de años más joven que la Formación Santa María y la Formación Ischigualasto, de donde se conocen los primeros dinosaurios.
La Formación Caturrita ha descubierto una gran variedad de fauna, aunque la formación también se conoce como la parte superior de la Secuencia Santa María 2. Múltiples dinosaurios están representados en la roca de la formación, incluido el silesaurio Sacisaurus agudoensis, y el sauropodomorfo contemporáneo Guaibasaurus candelariensis,  todos los cuales no se encuentran en ningún otro lugar. El dicinodonte Jachaleria candelariensis, un fitosaurio no clasificado , y dientes aislados de origen arcosaurio también pueden ser desenterrados en la formación. Un solo estereoespondilo anfibio se conoce de la formación, pero aún no se ha identificado específicamente.
Se ha recuperado una cantidad extremadamente rica de pequeños tetrápodos de la Formación Caturrita, lo cual es bastante sorprendente. Miden menos de 15 centímetros de largo. Las especies conservadas son el procolofónido Soturnia caliodon, el lepidosaurio Cargninia enigmatica, el esfenodontido Clevosaurus brasiliensis y algunos pequeños terápsidos que coexisten con Faxinalipterus minima, un supuesto pterosaurio. Los terápsidos incluyen Riograndia guaibensis , Brasilodon quadrangularis, Brasilitherium riograndensis, Irajatherium hernandezi y Minicynodon maieri.